# Prunus subcorymbosa
Prunus subcorymbosa är en rosväxtart som beskrevs av Hipólito Ruiz López och Emil Bernhard Koehne. Prunus subcorymbosa ingår i släktet prunusar, och familjen rosväxter. Inga underarter finns listade i Catalogue of Life.